# Merthyr Tydfil (borough de comté)
Pour les articles homonymes, voir Merthyr Tydfil (homonymie).
Merthyr Tudful (borough de comté)
Merthyr Tydfil (appellation anglaise), ou Merthyr Tudful (appellation galloise), est un borough de comté situé dans le sud du pays de Galles. La ville de Merthyr Tydfil en est le centre administratif.
Créé au 1er avril 1974 au sein du comté du Mid Glamorgan par le Local Government Act 1972, il devient un borough de comté le 31 mars 1996 en vertu du Local Government (Wales) Act 1994.

## Toponymie
Simplement défini par un ensemble de territoires par le Local Government Act 1972, le district prend le nom officiel de Merthyr Tydfil en vertu du Districts in Wales (Names) Order 1973, un décret en Conseil du 8 janvier 1973 pris par le secrétaire d’État pour le Pays de Galles,.
Ainsi, le borough tient son appellation de Merthyr Tydfil, la principale agglomération du territoire.

## Histoire
Le district de Merthyr Tydfil est érigé au 1er avril 1974 à partir des territoires suivants, :
- le borough de comté de Merthyr Tydfil ;
- le district urbain de Gelligaer, pour partie (section de Bedlinog) ;
- et le district rural de Vaynor and Pendery, pour partie (paroisse de Vaynor).

Alors que la notion de borough de comté est abolie par le Local Government Act 1972, le statut de borough est conféré au nouveau district par un décret en Conseil du 24 octobre 1973, avec une entrée en vigueur au 1er avril 1974. Il est ainsi permis à la zone de gouvernement local de s’intituler « borough de Merthyr Tydfil » (borough of Merthyr Tydfil en anglais) tandis que son assemblée délibérante prend le nom de « conseil de borough de Merthyr Tydfil » (Merthyr Tydfil Borough Council en anglais) au sens de la section 21 du Local Government Act 1972,.
Le borough est aboli au 31 mars 1996 par le Local Government (Wales) Act 1994, son territoire relevant désormais du borough de comté de Merthyr Tydfil au sens de la loi.

## Géographie
Le territoire du borough relève des comtés administratifs de Brecon et du Glamorgan ainsi que du borough de comté de Merthyr Tydfil. Au 1er avril 1974, il constitue, avec les districts de la Cynon Valley, de l’Ogwr, de la Rhondda, de la Rhymney Valley et de Taff-Ely, le comté du Mid Glamorgan, zone de gouvernement local de premier niveau créée par le Local Government Act 1972,.
Alors que le borough admet 59 723 habitants au recensement de 1981, 57 431 résidents sont comptabilisés lors du recensement de 1991. La superficie du territoire du borough est évaluée à 27 584 acres en 1978,,.

## Communautés
Merthyr Tydfil comprend les communautés suivantes :
| Nom anglais  | Nom gallois  | Superficie (km2) | Population (2011) | Remarques                                        |
| ------------ | ------------ | ---------------- | ----------------- | ------------------------------------------------ |
| Bedlinog     | Bedlinog     | 15,21            | 3 277             | Comprend Trelewis (en).                          |
| Cyfarthfa    | Cyfarthfa    | 7,05             | 6 869             | Comprend Heolgerrig (en).                        |
| Dowlais      | Dowlais      | 3,31             | 4 270             |                                                  |
| Gurnos       | Gurnos       | 1,53             | 5 280             |                                                  |
| Merthyr Vale | Ynysowen     | 8,28             | 3 831             | Comprend Aberfan.                                |
| Pant         | Pant         | 7,50             | 2 656             |                                                  |
| Park         | Y Parc       | 2,06             | 4 326             |                                                  |
| Penydarren   | Penydarren   | 1,13             | 5 419             |                                                  |
| Town         | Y Dref       | 7,65             | 7 671             |                                                  |
| Treharris    | Treharris    | 8,08             | 6 356             | Comprend Pontygwaith (en) et Quakers Yard (en).  |
| Troed-y-rhiw | Troed-y-rhiw | 2,11             | 5 296             | Comprend Abercanaid (en) et Pentrebach (en).     |
| Vaynor       | Y Faenor     | 28,44            | 3 551             | Comprend Cefn-coed-y-cymmer (en) et Pontsticill. |